# Conservatorio y Jardines Botánicos de Nancy
El Conservatorio y Jardines Botánicos de Nancy (CJBN) (en francés: Conservatoire et Jardins Botaniques de Nancy), es un organismo gestor de los jardines botánicos de esta localidad, que vincula la comunidad urbana de Gran Nancy con la Universidad de Nancy en este cometido.

## Historia
En 1976, la ciudad de Nancy y la Universidad se asociaron en un sindicato mixto con el objetivo de crear un órgano gestor para administrar y financiar el grupo de los tres jardines botánicos existentes entonces: el Jardín Botánico de Santa Catalina en Nancy, el Jardín de altura de la cumbre Chitelet, y el entonces recién creado y en fase de formación Jardín Botánico de Montet, así se formó el  Sindicato mixto del Conservatorio y Jardines Botánicos de Nancy. 
A partir de este momento, el término "Conservatorio" demuestra la voluntad del establecimiento de garantizar futuras misiones de conservación. 
En 1981, el distrito urbano de Nancy sustituye a la ciudad de Nancy en este sindicato y desde 1996, es reemplazado por la comunidad urbana del Gran Nancy, para su financiación y gestión.

## Reconocimientos
Está adscrito a la prestigiosa asociación de ámbito francófono « Jardins botaniques de France et des pays francophones » (JBF).